# Gideon Ekholm
Gustav Gideon Ekholm, född 25 september 1886 i Göteborg, död 11 augusti 1952, var en svensk målare, tecknare och grafiker.
Han var son till verkmästaren Carl Gustaf Ekholm och Maria Sofia Andersson samt gift 1919–1938 med Ingeborg Widing och från 1939 med Marta Månsson (1891–1971).
Ekholm studerade vid Slöjdföreningens skola i Göteborg under tre års tid runt 1905, därefter blev det ett uppehåll och han fortsatte studierna vid Valands konstskola 1907–1913 samt vid konstakademien i Köpenhamn 1914–1915. Han var bosatt i Köpenhamn fram till 1928 under den perioden etablerade han en egen etsningsskola. Separat ställde han ut i Göteborg, Köpenhamn, London, Malmö, Stockholm och Uppsala. Han medverkade under en följd av år i utställningar med Uplands konstförening. Hans konst består av stilleben, figurer, porträtt, sagoillustrationer och landskapsskildringar i olja, pastell, akvarell, etsning och litografi. Som illustratör illustrerade han bland annat Anta Piraks En nomad och hans liv 1937. 
Ekholm är representerad vid Göteborgs konstmuseum, Sigtuna museum och med teckningar i Maribio museum. Han är begravd på Sigtuna kyrkogård.